# Sidney Irving Smith
Pour les articles homonymes, voir Sidney Smith et Smith.
Sidney Irving Smith est un zoologiste américain, né le 18 février 1843 à Norway et mort le 17 mai 1926.
Il est le fils d’Elliot Smith et de Lavinia H. née Barton. Il obtient son Bachelor of Pedagogy à l’école scientifique de Sheffield à Yale en 1867 puis son Master of Arts en 1887 toujours à Yale. Il se marie avec Eugenia P. Barber le 29 juin 1882. Il fait toute sa carrière à Yale : d’abord comme assistant en zoologie (1867-1875), puis comme le premier professeur d’anatomie comparée (1875-1906) enfin comme professeur émérite.
Smith commence à travailler sur la collection d’insectes de Louis Agassiz (1807-1873) et travaille aux côtés de Addison Emery Verrill (1839-1926). De 1864 à 1870, Smith participe à plusieurs expéditions avec Verrill et d’autres zoologistes. Il dirige les opérations de dragage de la vie sous-marine dans le lac Supérieur en 1872. Il travaille avec la Commission américaine de la pêche durant de nombreuses années.
Ses collections sont conservées au Muséum d'histoire naturelle Peabody et au National Museum of Natural History.

## Liste partielle des publications
- 1884 : List of the Crustacea Dredged on the Coast of Labrador by the Expedition Under the Direction of Winfrid Alden Stearns, in 1882. Washington, D.C.: Smithsonian Institution Press.

## Source
- Gilberto Rodriguez (1993). From Oviedo to Rathbun : The development of brachyuran crab taxonomy in the Neotropics (1535-1937). in History of Carcinology, F. Truesdale éditeur. Balkema (Rotterdam), Crustacean Issues, 8 : 41-73.